# Thomas Cup 2012/Qualifikation Asien
Die Qualifikation zum Thomas Cup 2012 des asiatischen Kontinentalverbandes fand vom 13. bis zum 19. Februar 2012 in Macau statt.

## Mannschaftsaufstellungen
| Gruppe | Land                | Spieler |
| ------ | ------------------- | --- |
| A      | Volksrepublik China | Chen Long, Chen Jin, Du Pengyu, Wang Zhengming, Guo Zhendong, Chai Biao, Liu Xiaolong, Qiu Zihan, Zhang Nan, Li Gen                                                                                            |
| A      | Chinesisch Taipeh   | Hsu Jen-hao, Hsueh Hsuan-yi, Chou Tien-chen, Lin Yu-hsien, Chen Hung-ling, Lin Yu-lang, Lee Sheng-mu, Fang Chieh-min, Liao Min-chun, Wu Chun-wei                                                               |
| A      | Vietnam             | Nguyễn Tiến Minh, Lê Hà Anh, Nguyễn Hoàng Nam, Dương Bảo Đức, Đào Mạnh Thắng, Bùi Bằng Đức |
| B      | Indonesien          | Simon Santoso, Taufik Hidayat, Tommy Sugiarto, Dionysius Hayom Rumbaka, Bona Septano, Mohammad Ahsan, Alvent Yulianto, Hendra Gunawan, Markis Kido, Hendra Setiawan                                            |
| B      | Indien              | Kashyap Parupalli, Ajay Jayaram, Anand Pawar, Sourabh Varma, Sai Praneeth Bhamidipati, Sanave Thomas, Rupesh Kumar, Valiyaveetil Diju, Pranav Chopra, Akshay Dewalkar                                          |
| B      | Singapur            | Derek Wong Zi Liang, Ashton Chen Yong Zhao, Huang Chao, Ngo Yi Chye, Gerald Ong Soon Lee, Jonathan Tang Yew Loong, Liu Yi, Chayut Triyachart, Terry Yeo Zhao Jiang, Jeffrey Wong Hao Cong                      |
| B      | Macau               | Chan Io Chong, Leong Kin Fai, Lam Chi Man, Lo Ion Weng, Ng Chi Chong, Iao Io Keng, Lo Ion Weng, Jason Lo King Ching, Albertino Filipe Jorge de Assis, Wong Chi Chong                                           |
| C      | Japan               | Sho Sasaki, Kenichi Tago, Kazushi Yamada, Takuma Ueda, Noriyasu Hirata, Hirokatsu Hashimoto, Shoji Sato, Naoki Kawamae, Hiroyuki Endo, Kenichi Hayakawa                                                        |
| C      | Thailand            | Boonsak Ponsana, Tanongsak Saensomboonsuk, Suppanyu Avihingsanon, Pakkawat Vilailak, Bodin Isara, Maneepong Jongjit, Songphon Anugritayawon, Sudket Prapakamol, Patipat Chalardchaleam, Nipitphon Puangpuapech |
| C      | Sri Lanka           | Niluka Karunaratne, Lasitha Menaka, Hasitha Chanaka, Ratanyakesenarathge Kasun, Sankalpa Gunawardena, Fernando Amila Chamin, Rajitha Sandeepana Dhanayaka                                                      |
| C      | Kasachstan          | Artur Niyazov, Samat Yerzhakanov, Askar Ormanov, Anton Klyam |
| D      | Südkorea            | Lee Hyun-il, Park Sung-hwan, Son Wan-ho, Hong Ji-hoon, Park Sung-min, Jung Jae-sung, Lee Yong-dae, Ko Sung-hyun, Yoo Yeon-seong, Shin Baek-cheol                                                               |
| D      | Malaysia            | Lee Chong Wei, Muhammad Hafiz Hashim, Daren Liew, Arif Abdul Latif, Koo Kien Keat, Tan Boon Heong, Lim Khim Wah, Goh V Shem, Teo Kok Siang, Hoon Thien How                                                     |
| D      | Hongkong            | Wong Wing Ki, Hu Yun, Chan Yan Kit, Wei Nan, Lee Chun Hei, Wong Wai Hong, Leung Chun Yiu, Chan Tsz Kit, Lo Lok Kei                                                                                             |

## Gruppenphase

### Gruppe A
| Platz | Land                | Spiele | gew. | verl. | Pkte. gew. | Pkte. verl. | Qualif. |
| ----- | ------------------- | ------ | ---- | ----- | ---------- | ----------- | ------- |
| 1     | Volksrepublik China | 2      | 2    | 0     | 9          | 1           | ja      |
| 2     | Chinesisch Taipeh   | 2      | 1    | 1     | 4          | 6           | ja      |
| 3     | Vietnam             | 2      | 0    | 2     | 2          | 8           |         |

### Gruppe B
| Platz | Land       | Spiele | gew. | verl. | Pkte. gew. | Pkte. verl. | Qualif. |
| ----- | ---------- | ------ | ---- | ----- | ---------- | ----------- | ------- |
| 1     | Indonesien | 3      | 3    | 0     | 13         | 2           | ja      |
| 2     | Indien     | 3      | 2    | 1     | 10         | 5           | ja      |
| 3     | Singapur   | 3      | 1    | 2     | 7          | 8           |         |
| 4     | Macau      | 3      | 0    | 3     | 0          | 15          |         |

### Gruppe C
| Platz | Land       | Spiele | gew. | verl. | Pkte. gew. | Pkte. verl. | Qualif. |
| ----- | ---------- | ------ | ---- | ----- | ---------- | ----------- | ------- |
| 1     | Japan      | 3      | 3    | 0     | 14         | 1           | ja      |
| 2     | Thailand   | 3      | 2    | 1     | 11         | 4           | ja      |
| 3     | Sri Lanka  | 3      | 1    | 2     | 5          | 10          |         |
| 4     | Kasachstan | 3      | 0    | 3     | 0          | 15          |         |

### Gruppe D
| Platz | Land     | Spiele | gew. | verl. | Pkte. gew. | Pkte. verl. | Qualif. |
| ----- | -------- | ------ | ---- | ----- | ---------- | ----------- | ------- |
| 1     | Malaysia | 2      | 2    | 0     | 6          | 4           | ja      |
| 2     | Südkorea | 2      | 1    | 1     | 7          | 3           | ja      |
| 3     | Hongkong | 2      | 0    | 2     | 2          | 8           |         |

### Finalrunde
|  | Viertelfinale          | Viertelfinale          |  |  | Halbfinale             | Halbfinale             |            |   | Finale              | Finale              |
|  |                        |                        |  |  |                        |                        |            |   |                     |                     |
|  | 16. Februar 2012 13:30 |                        |  |  |                        |                        |            |   |                     |                     |
|  | Volksrepublik China    | 3                      |  |  | 17. Februar 2012 18:30 | 17. Februar 2012 18:30 |            |   |                     |                     |
|  | Thailand               | 0                      |  |  | Volksrepublik China    | 3                      |            |   |                     |                     |
|  | 16. Februar 2012 18:30 | 16. Februar 2012 18:30 |  |  | Indonesien             | 0                      |            |   |                     |                     |
|  | Indonesien             | 3                      |  |  | 19. Februar 2012 13:30 | 19. Februar 2012 13:30 |            |   |                     |                     |
|  | Südkorea               | 2                      |  |  | Volksrepublik China    | 3                      |            |   |                     |                     |
|  | 16. Februar 2012 13:30 | 16. Februar 2012 13:30 |  |  |                        | Japan                  | 0          |   |                     |                     |
|  | Japan                  | 3                      |  |  | 17. Februar 2012 18:30 | 17. Februar 2012 18:30 |            |   |                     |                     |
|  | Chinesisch Taipeh      | 0                      |  |  | Japan                  | 3                      |            |   |                     |                     |
|  | 16. Februar 2012 18:30 | 16. Februar 2012 18:30 |  |  | Malaysia               | 0                      |            |   | Spiel um Platz drei | Spiel um Platz drei |
|  | Malaysia               | 3                      |  |  |                        |                        | Indonesien | 3 |                     |                     |
|  | Indien                 | 0                      |  |  |                        |                        |            |   | Malaysia            | 2                   |

#### Platz 5–8
| Platz | Land              | Spiele | gew. | verl. | Pkte. gew. | Pkte. verl. | Qualif. |
| ----- | ----------------- | ------ | ---- | ----- | ---------- | ----------- | ------- |
| 1     | Südkorea          | 3      | 3    | 0     | 10         | 5           |         |
| 2     | Chinesisch Taipeh | 3      | 1    | 2     | 9          | 6           |         |
| 3     | Indien            | 3      | 1    | 2     | 7          | 8           |         |
| 4     | Thailand          | 3      | 1    | 2     | 4          | 11          |         |

## Endstand
| Platz | Land                | Qualif. |
| ----- | ------------------- | ------- |
| 1     | Volksrepublik China | ja      |
| 2     | Japan               | ja      |
| 3     | Indonesien          | ja      |
| 4     | Malaysia            | ja      |
| 5     | Südkorea            | ja      |
| 6     | Chinesisch Taipeh   |         |
| 7     | Indien              |         |
| 8     | Thailand            |         |
| 9     | Vietnam             |         |
| 9     | Singapur            |         |
| 9     | Macau               |         |
| 9     | Sri Lanka           |         |
| 9     | Kasachstan          |         |
| 9     | Hongkong            |         |